# Luka Mesec
Luka Mesec, né le 1er juillet 1987, est un homme politique slovène, coordinateur de Levica de 2017 à 2023.
Participant à introduire la gauche radicale et le socialisme démocratique en Slovénie, il devient député en 2014, et est réélu en 2018 et 2022. En juin 2022, il devient Vice-président du gouvernement et ministre du Travail dans le cadre d'un gouvernement de coalition avec le centre-gauche.

## Biographie

### Jeunesse et éducation
Luka Mesec est né le 1er juillet 1987 à Kranj, il grandit à Železniki dans ce qu'il décrit être une « famille ouvrière apolitique slovène moyenne », il poursuit ses études à la Faculté des sciences sociales de Ljubljana, où il a obtenu son diplôme de licence en études européennes en 2012.
En tant qu'étudiant, Mesec était actif dans le Selca Valley Student Club, le Polituss Student Political Science Club, le mouvement Mi smo univerza et le front Prekercev.

### Parcours politique
Il commence sa carrière politique lorsqu'il arrive à la Faculté des sciences sociales de Ljubljana en 2007, ce qui coïncide avec l'effondrement des finances mondiales.
Durant les années de crise, il milite dans diverses initiatives contre la précarité, la destruction de l'État-providence, la réduction des droits des travailleurs, l'inaccessibilité au logement et le manque de recul de sa génération. Il devient le coordinateur et participe aux travaux de la « The Workers and Punks University » en 2010, une organisation activiste théorique qui a introduit le concept de socialisme démocratique dans l'espace politique slovène et directeur de l'Institut d'études sociales.

#### Député
Luka Mesec participe aux manifestations slovènes de 2012-2013, qui ont comme objectif la démission du maire de Maribor Franc Kangler, le Premier ministre Janez Janša et le chef de l'opposition parlementaire Zoran Janković (tous accusés de corruption),,.
Il est élu à l'Assemblée nationale lors des élections de 2014 avec la coalition de gauche radicale de la Gauche unie, et réélu en 2018 et 2022 avec son parti Levica.
À l'Assemblée nationale, il est au cours du premier mandat membre de la commission des mandats et chef du groupe parlementaire Levica. Il est ensuite membre de la commission des finances, de la commission de contrôle des finances publiques.

#### Création de Levica
En juin 2017, l'alliance de gauche radicale de la Gauche unie, regroupant le Parti démocratique du travail (DSD), le Parti pour le développement durable de la Slovénie (TRS), et l'Initiative pour le socialisme démocratique (IDS), décident de s'unir pour créer le parti Levica et tient son premier congrès du parti le 24 juin. Néanmoins, certains militants d'IDS sont en désaccord avec cette nouvelle stratégie et décident de quitter le parti de l'Initiative pour le socialisme démocratique.
Le même jour lors du congrès fondateur, Luka Mesec est élu coordinateur du parti Levica, avec Violeta Tomič en tant que coordinatrice adjointe. Les deux étaient les uniques candidats lors du congrès, Mesec a reçu 164 voix pour et 5 contre, et Tomić a été élue avec 164 voix pour et 12 contre.
Sous sa direction, Levica s'est lié aux partis membres du Parti de la gauche européenne, dont le parti grec Syriza, le Front de gauche en France, Die Linke en Allemagne et Podemos en Espagne.
Luka Mesec est réélu en tant que coordinateur lors d'un congrès en août 2021, qui prévoit le renouvellement du conseil et de la direction du parti. En octobre 2021, Asta Vrečko est élue coordinatrice adjointe avec 31 voix pour, la sortante Violeta Tomič n'ayant pas reçu assez de voix.

#### Positions politique
Luka Mesec se décrit lui-même comme un militant du socialisme démocratique et prône l'économie participative, la gestion sociale des entreprises, l'allégement fiscal pour les pauvres, l'abolition des paradis fiscaux et en faveur des droits des travailleurs. Il se présente comme opposé au néolibéralisme, qui est selon lui, la lutte de classe du capital contre le travail organisé.
Selon Luka Mesec, l'Europe, où il y avait autrefois une forte social-démocratie et un mouvement syndical, connaît cette lutte des classes désormais sous le couvert de l'intégration européenne, dans lesquelles la communauté des pays se fait concurrence au lieu de se fonder sur la réciprocité.

#### Vice-président et ministre

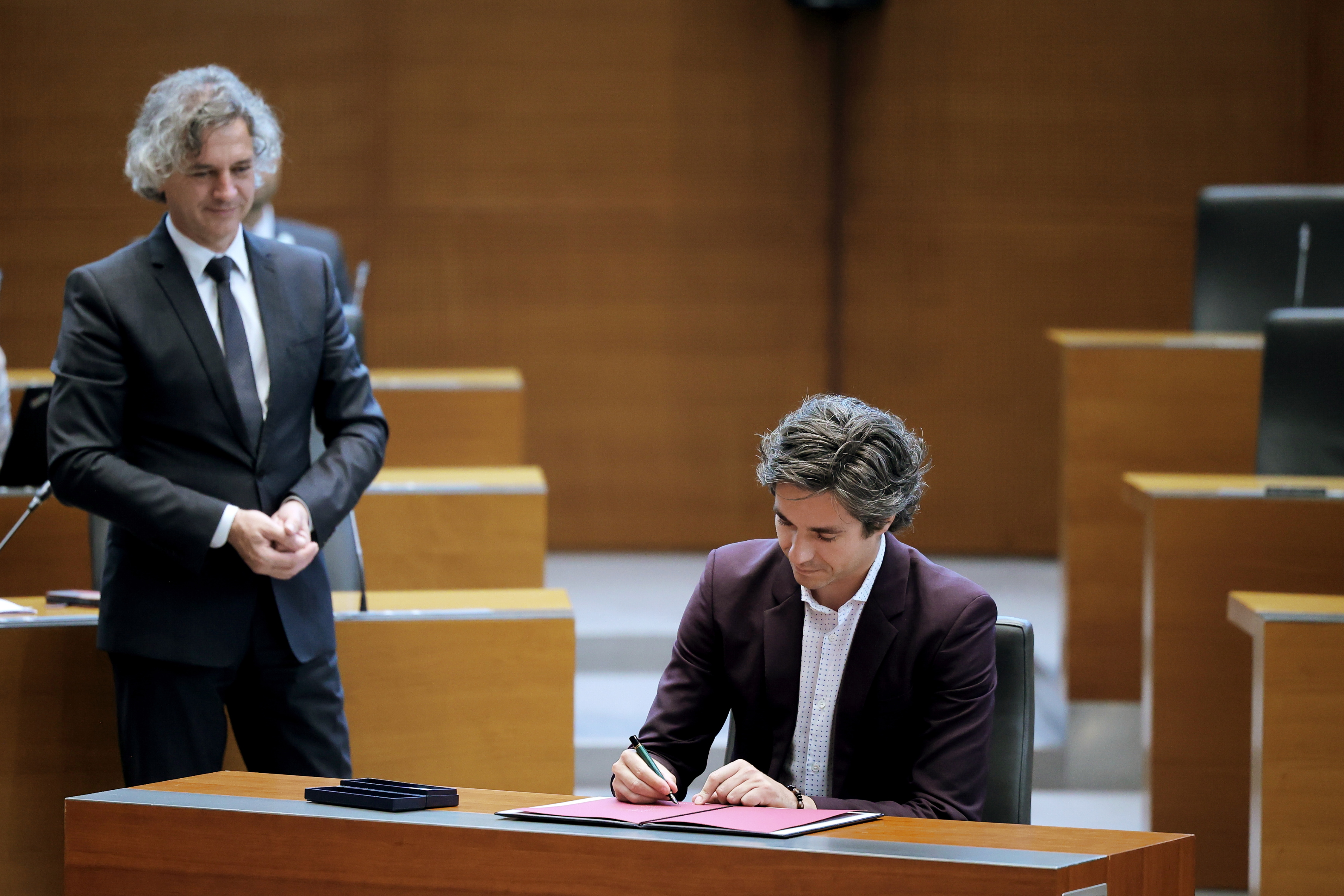
Luka Mesec signe le serment en tant que ministre du Travail, de la Famille, des Affaires sociales et de l'Égalité des chances en juin 2022.

Lors des élections législatives slovènes de 2022, le candidat du Mouvement pour la liberté Robert Golob s'était déclaré ouvert à un gouvernement de coalition de centre-gauche et de gauche durant la campagne, avec les Sociaux-démocrates (SD) et La Gauche (Levica).
Luka Mesec mène alors la campagne de Levica pour ce scrutin, au cours duquel le parti connaît une baisse de voix par rapport à 2018, remportant cinq sièges parlementaires (contre neuf en 2018). À la suite de ce relatif échec, il propose sa démission de la direction du parti de gauche, mais qui n'a pas été acceptée par le parti,.
À l'issue des élections législatives, Robert Golob invite Levica à rejoindre le gouvernement, dans lequel trois portefeuilles sont négociés : la Culture, le Travail et la création d'un nouveau portefeuille d'un « Avenir solidaire », confié à Mesec. Ce nouveau ministère n'a cependant pas été créé, en raison de la nécessité du dépôt d'une initiative de référendum sur les changements prévus à la loi sur le gouvernement, qui augmenterait le nombre de ministères, Golob a formé son gouvernement sur la base de l'actuel ministère du Travail,,.
Le 1er juin 2022, il est nommé et investi vice-président du gouvernement et ministre du Travail, de la Famille, des Affaires sociales et de l'Égalité des chances dans le gouvernement de centre-gauche de Robert Golob.
Son ministère prévoit d'augmenter les salaires, mettre fin à la précarité, résoudre la crise du logement avec 20 000 appartements locatifs publics d'ici 2030, une réduction des délais d'attente pour le placement en maison de retraite, et d'agir contre la crise du changement climatique.